# International Women's Open 2004 - Doppio
Il doppio dell'International Women's Open 2004 è stato un torneo di tennis facente parte del WTA Tour 2004.
Lindsay Davenport e Lisa Raymond erano le detentrici del titolo, ma solo Raymond ha partecipato in coppia con Martina Navrátilová.
Navrátilová e Raymond hanno perso nei quarti di finale contro Alicia Molik e Magüi Serna.
Molik e Serna hanno battuto in finale 6–4, 6–4 Svetlana Kuznecova e Elena Lichovceva.

## Teste di serie
1. Svetlana Kuznecova /  Elena Lichovceva (finale)
2. Martina Navrátilová /  Lisa Raymond (quarti di finale)
3. Liezel Huber /  Ai Sugiyama (quarti di finale)
4. Cara Black /  Rennae Stubbs (quarti di finale)

## Tabellone

### Legenda
| - Q = Qualificato - WC = Wild card - LL = Lucky loser | - ALT = Alternate - SE = Special Exempt - PR = Protected Ranking | - w/o = Walkover - r = Ritirato - d = Squalificato |